# Décès en 1273
Décès
- 1269
- 1270
- 1271
- 1272
- 1273
- 1274
- 1275
- 1276
- 1277

Cette page dresse une liste de personnalités mortes au cours de l'année 1273 :
- 25 mars : Thomas Béraud ou Bérard, 20e Grand Maître des Templiers.
- entre le 5 et le 13 mai : Ottaviano Ubaldini, cardinal italien.
- 13 juin : Hōjō Masamura, septième shikken du bakufu Kamakura.
- 18 juin : Jean de Cossonay, évêque de Lausanne.
- 8 juillet : Anno von Sangershausen, maître de l'Ordre de Livonie, 10e grand maître de l'ordre Teutonique.
- 9 octobre : Élisabeth de Bavière, reine de Germanie, de Jérusalem et de Sicile.
- 20 octobre : Adélaïde de Bourgogne, duchesse de Brabant.
- 17 décembre : Djalaleddine Roumi, poète et mystique persan inspirateur des derviches, à Konya.

- Al-Qurtubi, ou Al Imâm Abû 'Abdi Llâh Muhammad Ibn Ahmad Ibn Abî Bakr Al-Ansârî Al-Qurtubî, célèbre savant sunnite, théologien Ash'arite et juriste Malikite.
- Arsène Autorianos, patriarche de Nicée puis de Constantinople.
- Baudouin II de Courtenay, dernier empereur latin de Constantinople et marquis de Namur.
- Thomas Béraud, maître de l'Ordre du Temple.
- Philippe Ier (abbé de Clairvaux), abbé de Clairvaux, nommé évêque de Saint-Malo.
- Georges Elmacin, ou Makīn Ğirğīs ibn al-'Amid ibn Abī Ul-Yasir ibn Abī Ul-Mukārīm ibn Abī Ut-Tayyib, parfois appelé en Orient Ibn-Amid, historien de langue arabe.
- Eudes de Châteauroux, ou Ottone de Castro Rodolfi da Châteroux, surnommé le cardinal Candius ou Blancus, cardinal français.
- Robert de Keldeleth, religieux cistercien écossais qui fut abbé de Dunfermline, régent d'Écosse et chancelier d'Écosse, puis abbé de Melrose.
- Magnus Gibbonsson, comte des Orcades et comte de Caithness.
- Marie de Montmirail, dame de Meaux, de Montmirail et d'Oisy, de la Fère, de Saint-Gobain.
- Robert de Marzy, évêque de Nevers.
- Gui V de Sévérac, ou de Caylus-Sévérac, seigneur de Sévérac, est un chevalier croisé du Rouergue.

## Crédit d'auteurs
- Cet article est partiellement ou en totalité issu de l'article intitulé « 1273 » (voir la liste des auteurs).